# 石井洋一 (化学者)
石井 洋一（いしい よういち、英:Yoichi Ishii、1958年(昭和33年)12月12日 - ）は、日本の化学者、中央大学理工学部教授。専門は有機金属化学。

## 経歴
- 1958年(昭和33年)12月12日 - 生誕
- 1981年(昭和56年)3月 - 東京大学工学部合成化学科卒業
- 1983年(昭和58年)3月 - 東京大学工学系研究科合成化学専門課程修士課程修了
- 1986年(昭和61年)3月 - 東京大学工学系研究科合成化学専門課程博士課程修了
- 1986年(昭和61年)4月 - 東京大学工学部教務補佐員
- 1987年(昭和62年)6月 - 東京大学工学部助手（干鯛眞信研究室）
- 1996年(平成8年)3月 - 東京大学大学院工学系研究科講師
- 1998年(平成10年)11月 - 東京大学大学院工学系研究科助教授
- 2002年(平成14年)4月～現在　中央大学理工学部教授
- 2020年(令和2年)4月～現在  中央大学研究開発機構長
- 2022年度(令和4年度)日本化学会関東支部副支部長[2]
- 2023年度(令和5年度)日本化学会理事[3]

## 人物
- 東京大学工学部大学院時代は吉川貞雄研究室に所属

## 所属学会
- 日本化学会
- 有機合成化学協会
- 触媒学会
- 錯体化学会
- 近畿化学協会
- 基礎錯体工学研究会